# Joe Addo
Joseph (Joe) Addo (21 de setembro de 1971) é um ex-futebolista profissional ganês que atuava como defensor.

## Carreira
Joe Addo representou a Seleção Ganesa de Futebol nas Olimpíadas de 1996.